# ریچارد هاسی ویویان، بارون اول ویویان
ریچارد هاسی ویویان، بارون اول ویویان (انگلیسی: Hussey Vivian, 1st Baron Vivian; ۲۸ ژوئیهٔ ۱۷۷۵ – ۲۰ اوت ۱۸۴۲) فرد نظامی و سیاست‌مدار اهل پادشاهی متحد بریتانیای کبیر و ایرلند بود. وی همچنین برندهٔ جوایزی همچون همکار انجمن سلطنتی شده‌است.